# Vijvers in de tuin van Versailles

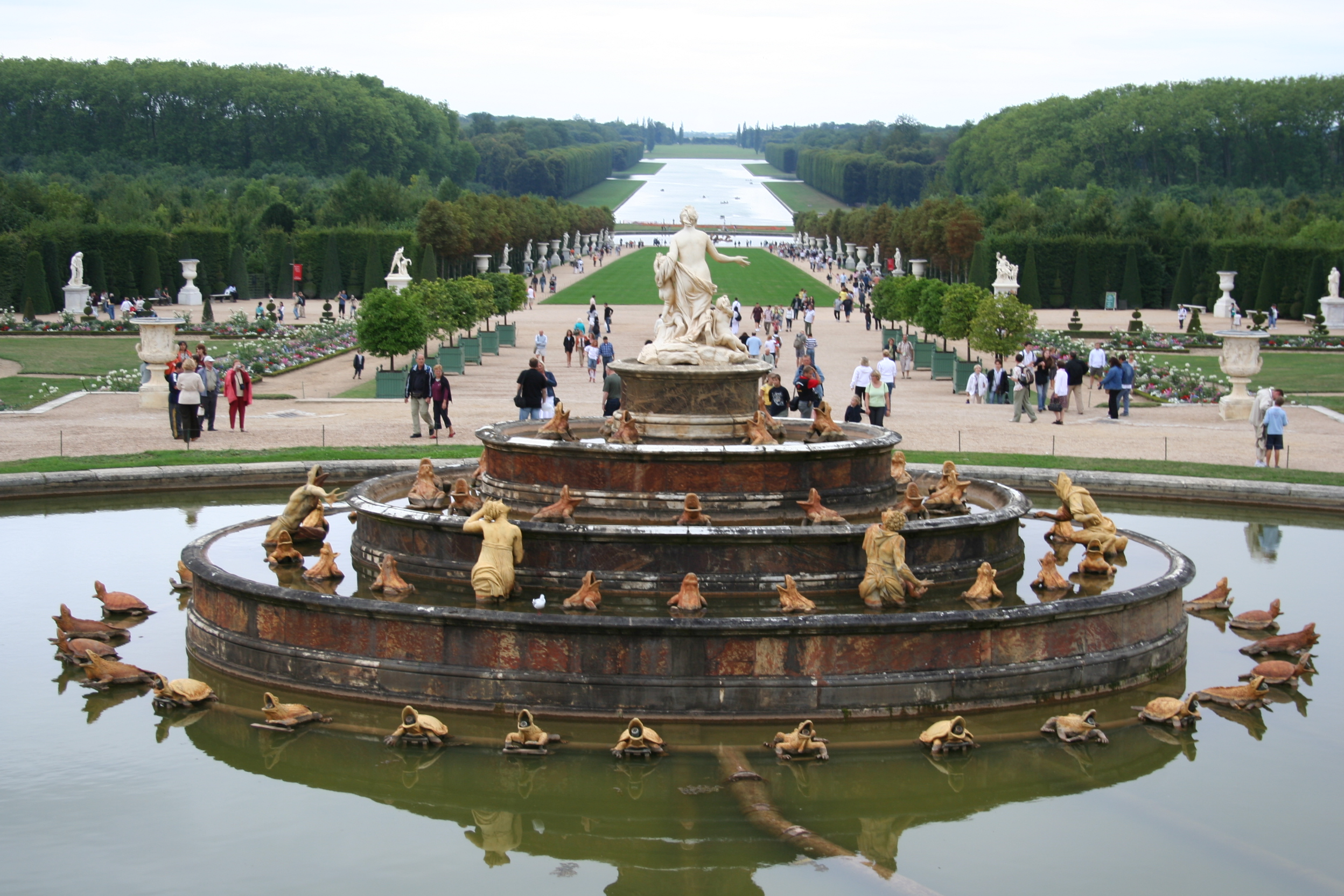
Op de voorgrond de Latonavijver

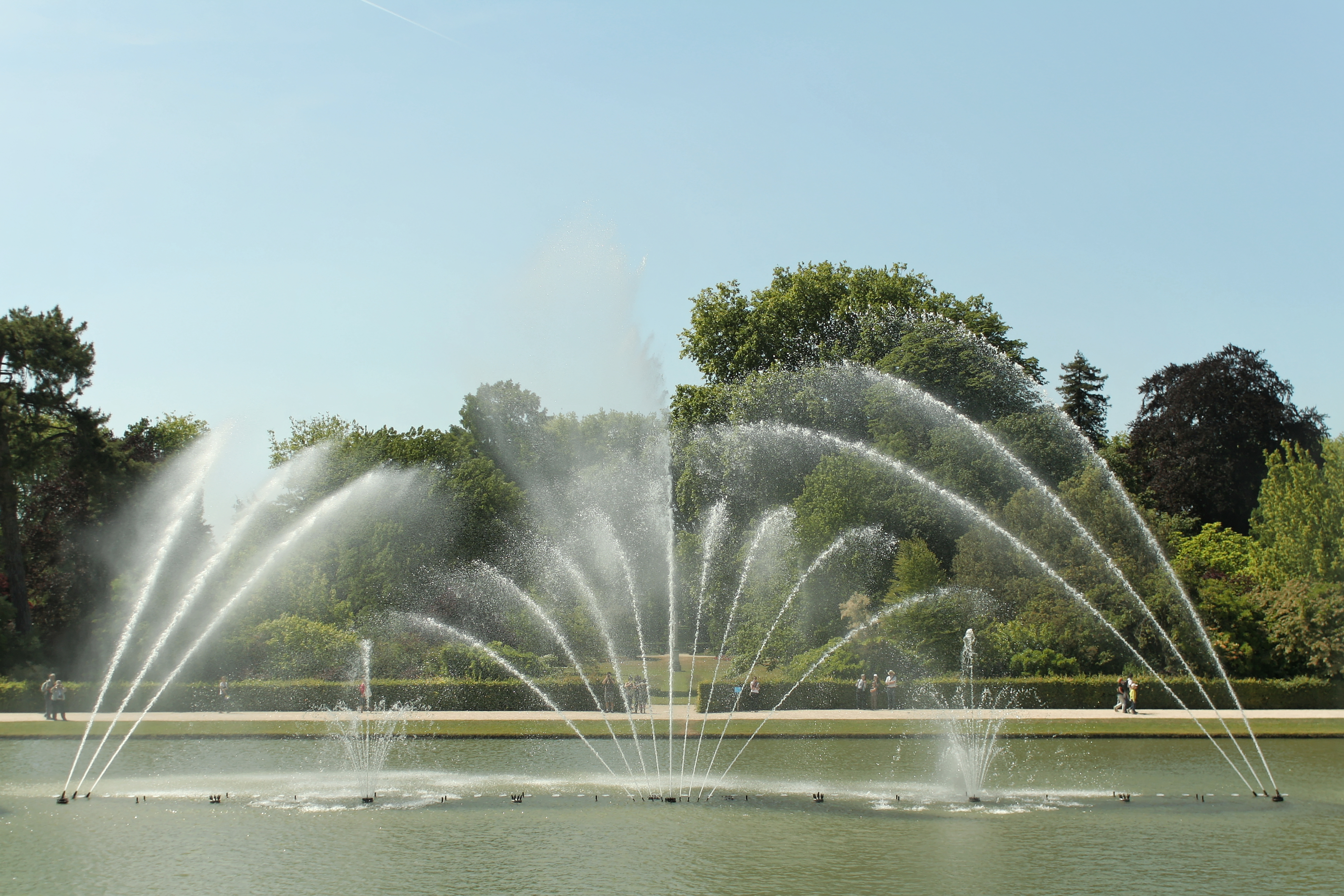
Spiegelvijver

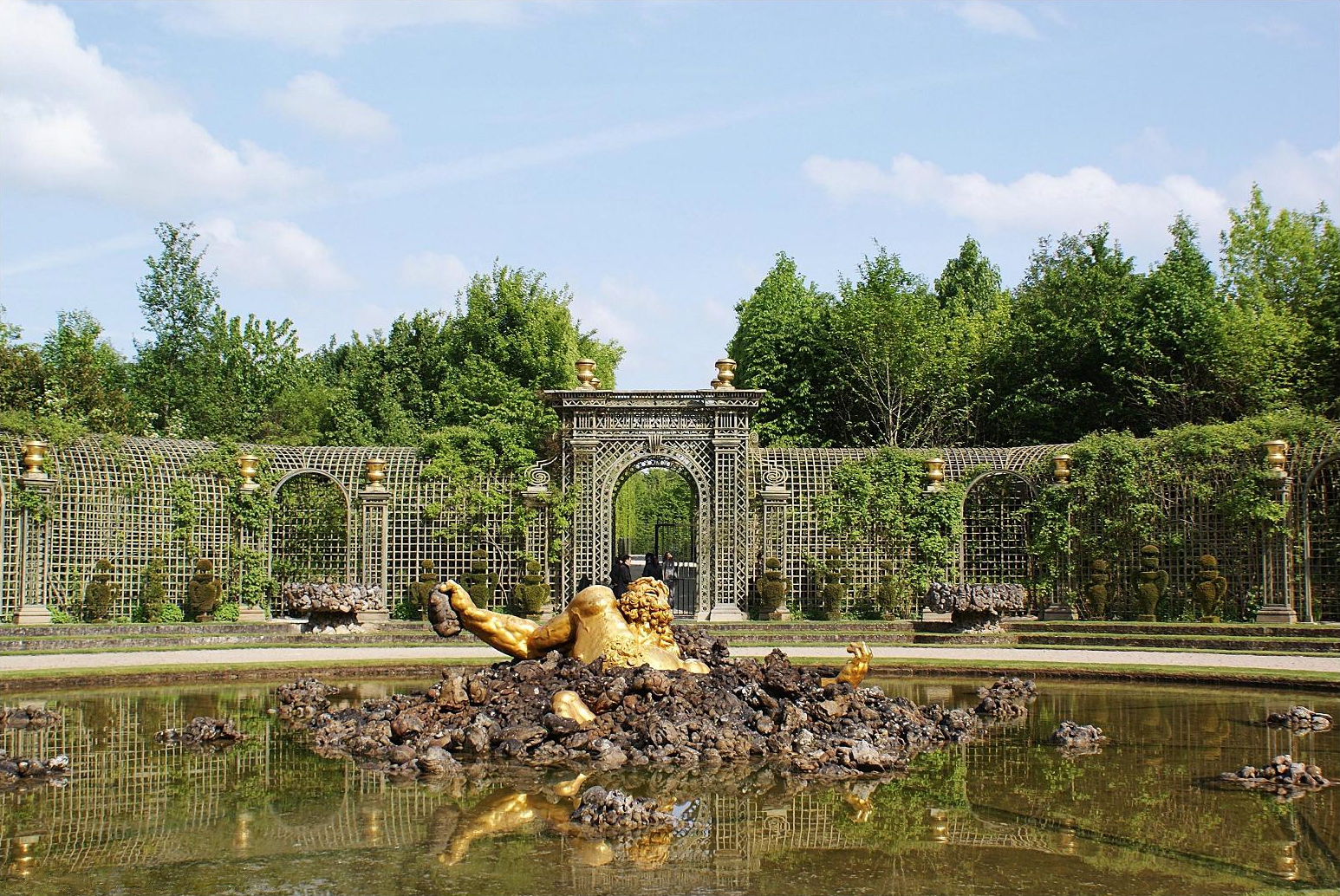
Enceladusvijver

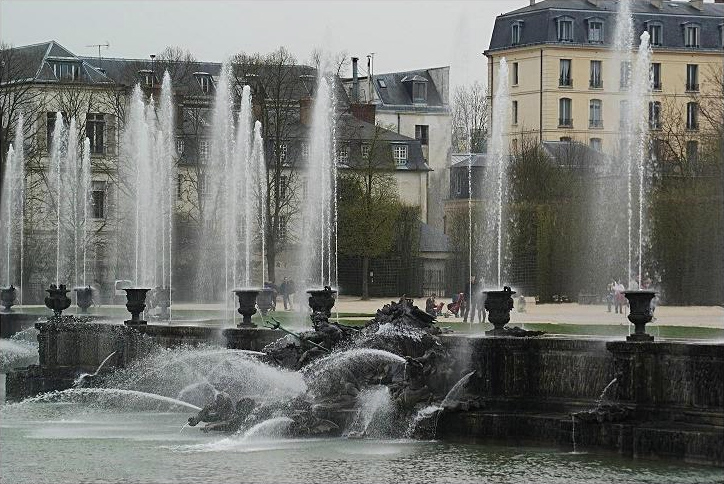
Neptunusvijver

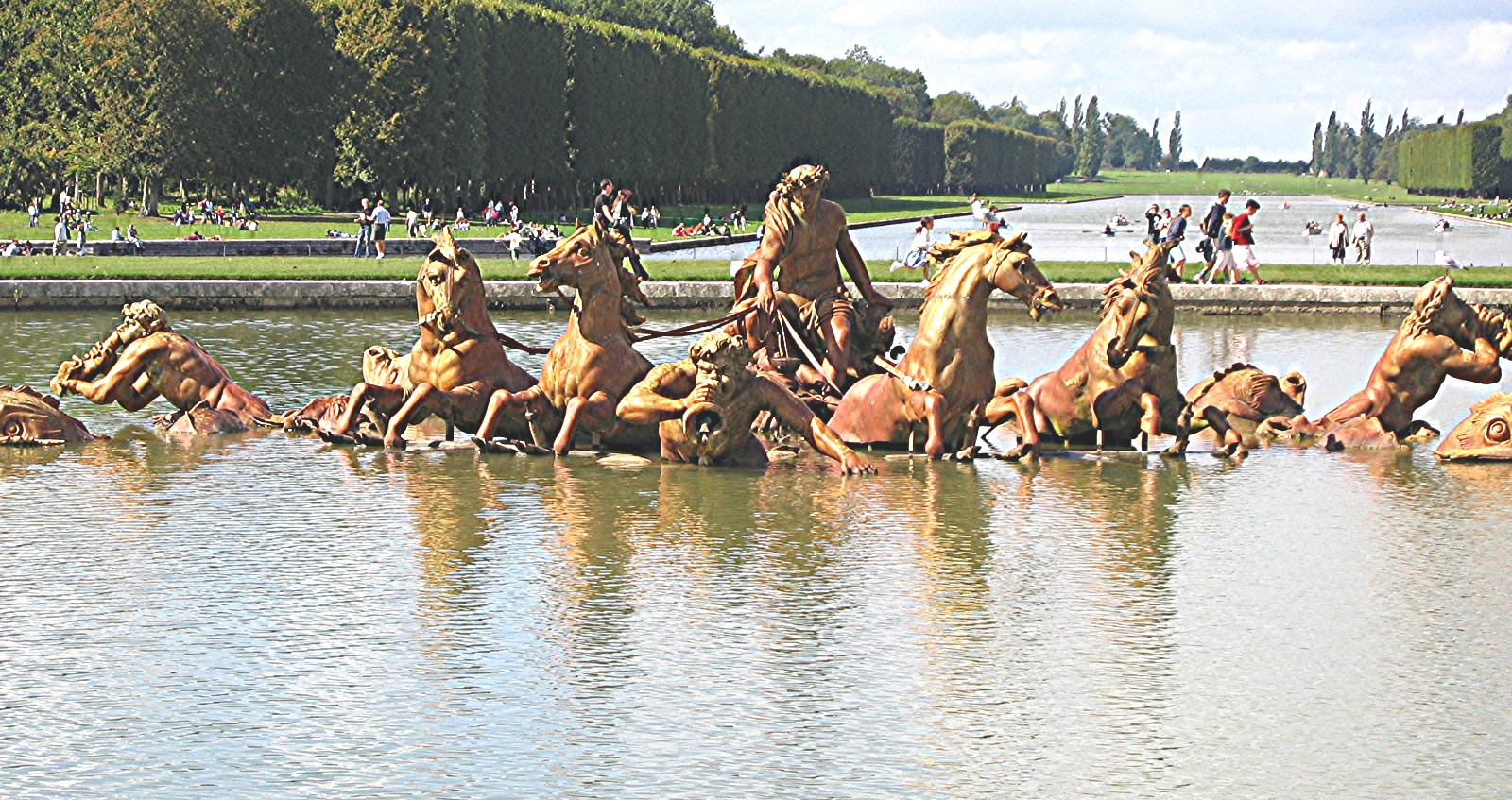
Apollovijver

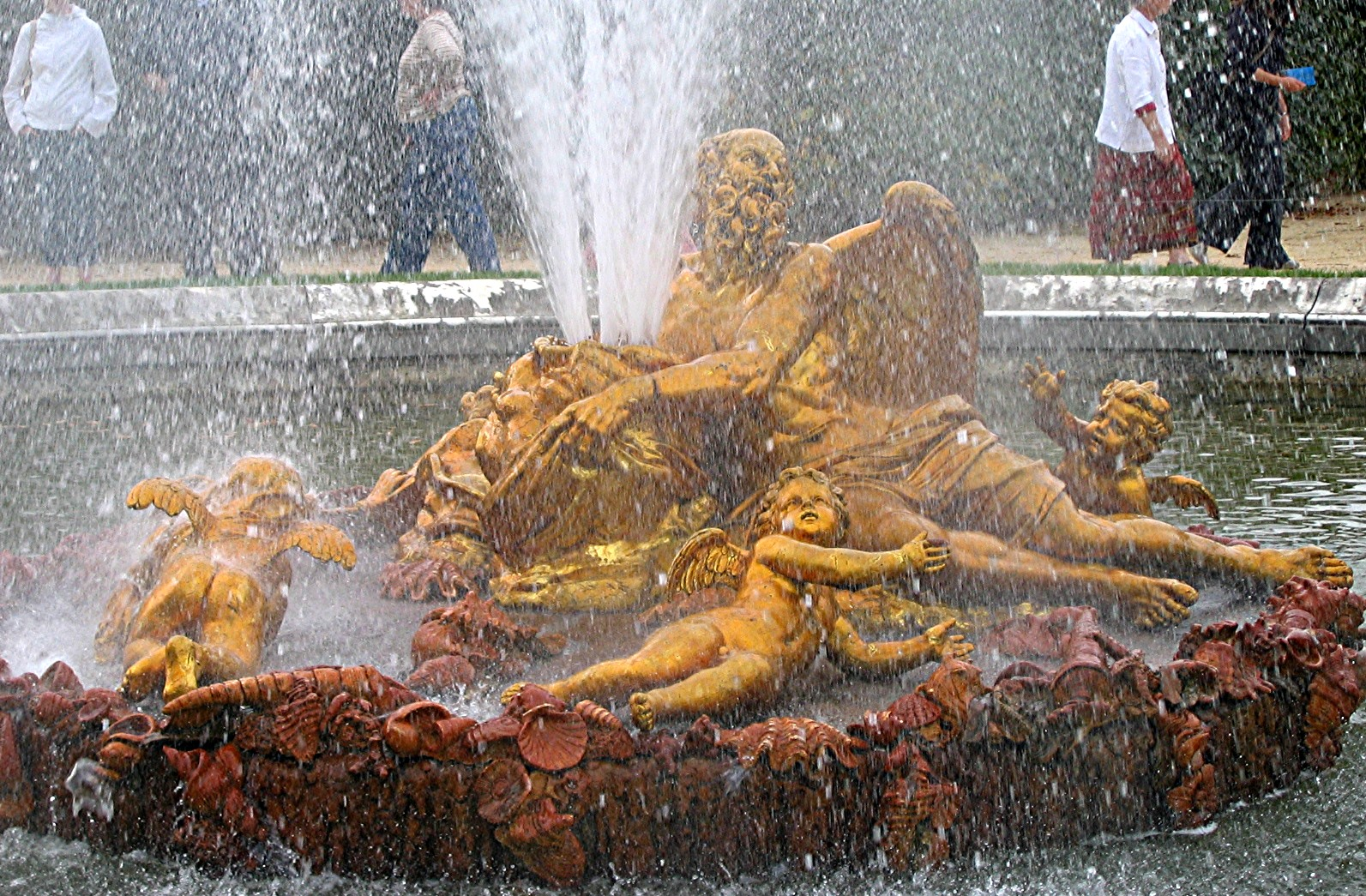
Vijver van Saturnus, wintervijver

In de Franse tuin van het kasteel van Versailles liggen een aantal vijvers.

## Overzicht van de vijvers
Enkele bekende vijvers zijn:
- Grote vijver
- Apollovijver met fonteinen
- Latonavijver
- Neptunusvijver
- Spiegelvijver
- Drakenvijver
- Enceladusvijver
- Obeliskvijver
- Meer der Zwitsers
- herfstvijver
- wintervijver
- zomervijver
- lentevijver

## Latonavijver
In het midden van de Latonavijver (Bassin de Latone) staat een beeld van de godin Latona. Het is gemaakt door Balthazar Marsy en neergezet door Jules Hardouin-Mansart in 1689. Het beeld kijkt tegenwoordig richting het westen, vroeger naar het paleis.
Het bestaat uit drie plateaus met de afbeeldingen van de bewoners van Lycië in de gedaante van kikkers.
Een van de meest sprekende voorbeelden van de beeldentaal is de vijver met de godin Latona. Zij werd water geweigerd door de boeren, die ook nog eens modder door het water mengden door te springen en het daarmee ondrinkbaar maakten. Verontwaardigd veranderde zij deze boeren in kikkers. Op de fontein is de transformatie van boer tot kikker in tientallen stadia uitgebeeld.
Latona is afgebeeld met haar kinderen, Apollo en Diana.
De moraal, dat goden en nimfen boven kritiek verheven zijn en dat boeren en kikkers dicht bij elkaar staan, zal geen 18e-eeuwse voorbijganger zijn ontgaan.
Daarnaast is er nog een moraal voor de edelen uit de tijd van Lodewijk XIV. Hij geloofde namelijk dat hij de zonnegod, Apollo, was. Toen hij jong was regeerde zijn moeder voor hem. Zij had de Fronde opstand neergeslagen, wat resulteerde in edelen die verplicht waren aan het hof te blijven. Zij kan dus gezien worden als Latona, de machtige vrouw die onwaardige boeren straft. Waarbij de boeren de adel zijn. Deze beelden herinneren de edelen aan de verhevenheid en de macht van de koning, om zo nog een opstand te kunnen voorkomen.

## Neptunusvijver
De Neptunusvijver ligt aan de noordhoek. Langs de vijver staan 22 loden vazen. Het heeft een beeld van Guidi en Bernini. 
In de vijver is een beeldengroep gemaakt door Edmé Bouchardon van Neptunus en Amphitrite met Oceanus van Lemoine en Proteus (zoon van de zeegod Neptunus). 
De vijver werd geopend op 14 augustus 1741 door Lodewijk XV.
De fonteinen van 99 meter gelden als de mooiste van de tuin van Versailles.

## Drakenvijver
De Drakenvijver ligt aan het einde van de Waterlaan. In de vijver staat een beeld van een groep dolfijnen en zwanen met cupido's, die de draak in het midden te lijf gaan.
De beelden zijn uit 1889.
Uit de bek van de draak spuit een fontein van 27 meter hoog.

## Waterlaan
De waterlaan ook wel "Laan van de jongetjes" genoemd omdat er 22 fonteinen van loden bekkens langs staan door kinderen gedragen. 
In 1678 werden de loden kinderbeelden vervangen door bronzen beelden gemaakt door de beeldhouwers Le Gros, Le Hongre, l'Erambert, Mazeline en Buirette.
Aan het einde van de Waterlaan ligt de Drakenvijver.

## Apollovijver
De vijver werd aangelegd in opdracht van Lodewijk XIII.
In de vijver is de grote loden beeldengroep met een door vier paarden getrokken wagen met Apollo omgeven door tritons en dolfijnen en fonteinen.